# سن-ایپولیت، کبک
سن-ایپولیت (به فرانسوی: Saint-Hippolyte) شهری در منطقه شهری لا ریوییر-دو-نورد ناحیه لورانتید در استان کبک کانادا است. در سرشماری سال ۲۰۱۱ این شهر ۶٬۷۱۶ نفر جمعیت داشته‌است و مساحت آن ۱۲۱٫۱۹ کیلومتر مربع است.